# Lehtiluoto (ö i Södra Savolax, Nyslott, lat 62,13, long 28,55)
Lehtiluoto är en ö i Finland. Den ligger i sjön Haukivesi och i kommunen Nyslott i  landskapet Södra Savolax, i den sydöstra delen av landet, 290 km nordost om huvudstaden Helsingfors. Öns area är 14,7 hektar och dess största längd är 0,8 kilometer i sydöst-nordvästlig riktning.